# 烏拉爾斯克州
烏拉爾斯克州（Уральская область）是俄羅斯帝國在今日哈薩克斯坦西部設立的一個州，1868年設立，屬草原總督區。位於裡海和鹹海之間。另有小部份土地目前屬俄羅斯所轄。
面積323,700平方公里，1879年人口為645,121人。首府烏拉爾斯克。下分四縣。